# Dębiny (Przysucha)
Pour les articles homonymes, voir Dębiny.
Dębiny (prononciation : [dɛmˈbinɨ]) est un village polonais de la gmina de Przysucha dans le powiat de Przysucha de la voïvodie de Mazovie dans le centre-est de la Pologne.
Il se situe à environ 10 kilomètres au nord-est de Przysucha (siège du powiat et de la gmina) et à 91 kilomètres au sud de Varsovie (capitale de la Pologne).
Le village compte approximativement une population de 210 habitants en 2006.

## Histoire
De 1975 à 1998, le village appartenait administrativement à la voïvodie de Radom.